# Bernardo de Galvez

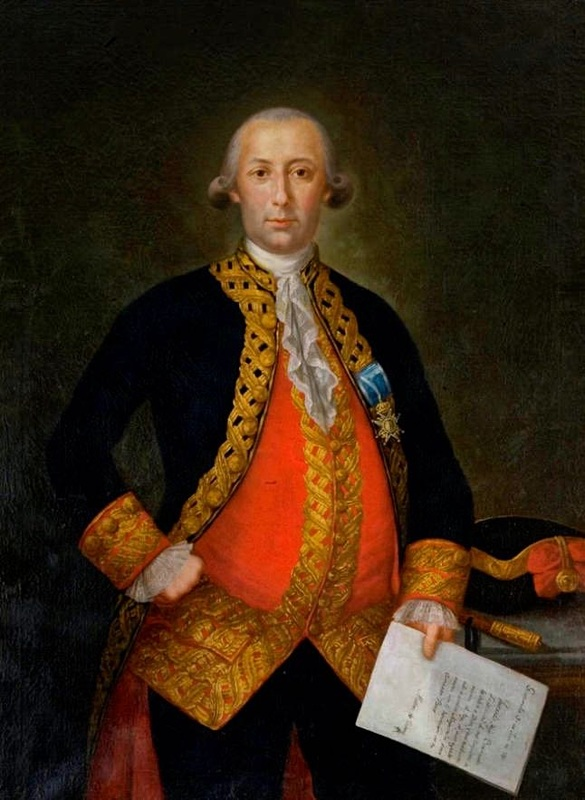
Bernardo de Gálvez, vicekung av Nya Spanien.

Bernardo de Gálvez y Madrid, greve av Gálvez och vicomte av Galvestón, född den 23 juli 1746, död 30 november 1786, var en spansk militär och administratör. Galvez blev guvernör i Louisiana och Kuba och senare vicekung i Nya Spanien. Han ledde den spanska erövringen av Pensacola under det amerikanska frihetskriget.

## Eftermäle
Galveston i östra Texas har uppkallats efter honom. USA:s kongress förlänade Gálvez ett postumt hedersmedborgarskap 2014.